# Love Impact
Singles de MAX
Grace of My Heart
(1998) Ano Natsu e to
(1999)
Love Impact (titré : Love impact) est le douzième single du groupe MAX.

## Présentation
Le single, produit par Max Matsuura, sort le 3 mars 1999 au Japon sous le label avex trax, six mois après le précédent single du groupe Grace of My Heart, au format mini-CD de 8 cm de diamètre, alors la norme pour les singles dans ce pays. Il atteint la 8e place du classement des ventes de l'Oricon, et reste classé pendant huit semaines. C'est alors le single le moins vendu du groupe à l'exception des deux premiers sortis en 1995.
Le single contient deux chansons originales, utilisées comme thème musical dans deux publicités, et leurs versions instrumentales. La chanson-titre ne figurera sur aucun album original du groupe, mais sera présente sur sa première compilation Maximum Collection qui sortira sept mois plus tard, ainsi que par la suite sur ses compilations Precious Collection de 2002 et Complete Best de 2010 ; elle sera remixée sur ses albums de remix Hyper Euro Max de 2000, Maximum Trance de 2002, et New Edition de 2008. La chanson en "face B", How Much I Love You, restera inédite en album.

## Liste des titres
| CD    | CD                                                               | CD                                | CD    | CD | CD | CD | CD | CD | CD |
| No    | Titre                                                            | Paroles / Musique et arrangements | Durée |    |    |    |    |    |    |
| ----- | ---------------------------------------------------------------- | --------------------------------- | ----- | -- | -- | -- | -- | -- | -- |
| 1.    | Love Impact (Love impact)                                        | Hiromi Mori / Jun Abe             | 3:32  |    |    |    |    |    |    |
| 2.    | How Much I Love You (HOW MUCH I LOVE YOU)                        | Hiromi Mori / Jun Abe             | 3:57  |    |    |    |    |    |    |
| 3.    | Love Impact (Original Karaoke) (Love impact ...)                 | (Instrumental) / Jun Abe          | 3:32  |    |    |    |    |    |    |
| 4.    | How Much I Love You (Original Karaoke) (HOW MUCH I LOVE YOU ...) | (Instrumental) / Jun Abe          | 3:57  |    |    |    |    |    |    |
| 14:58 |                                                                  |                                   |       |    |    |    |    |    |    |